# Lythria griseolineata
Lythria griseolineata är en fjärilsart som beskrevs av Czekehus 1924. Lythria griseolineata ingår i släktet Lythria och familjen mätare. Inga underarter finns listade i Catalogue of Life.